# Charles Swithinbank
Charles Swithinbank, né le 17 novembre 1926 à Pégou en Birmanie et mort le 27 mai 2014, est un glaciologue britannique, spécialiste des régions polaires, aussi bien en Arctique qu'en Antarctique.
Il reçoit en 1951 la Médaille Maudheim.